# Polaire
Émilie Marie Bouchaud, känd som Polaire, född 1874, död 1939, var en fransk sångerska och skådespelare. Hon var internationellt berömd och uppträdde även i USA och Storbritannien.
Hon påbörjade sin karriär som sångare inom vaudeville på 1890-talet, gick vidare till seriösa roller inom teatern, och debuterade 1909 som filmskådespelare inom stumfilmen. Hon åtnjöt mest berömmelse vid 1900-talets början, då hon var känd för sin getingmidja och excentriska scennärvaro. Efter första världskriget reducerades hennes karriär till biroller inom filmen, men hon var verksam till 1930-talet. 